# Anglican Church in Aotearoa, New Zealand and Polynesia
Die Anglican Church in Aotearoa, New Zealand & Polynesia  ist eine Mitgliedskirche der Anglikanischen Gemeinschaft und zählt 584.793 Mitglieder in 552 Pfarreien, die durch 822 Kleriker betreut werden. An der Spitze ihrer neun Diözesen steht als Primas der Erzbischof von Neuseeland.
Nachdem 1970 die Wiederverheiratung Geschiedener, deren früherer Ehepartner noch lebte, zugelassen worden war, kam es 1977 auch zur ersten Priesterweihe einer Frau und 1990 mit Penny Jamieson zur Bischofsweihe der ersten Diözesanbischöfin der Anglikanischen Gemeinschaft. Im Mai 2018 befürworte die Generalsynode die öffentliche Segnung gleichgeschlechtlicher Paare.
Die Provinz umfasst 9 Diözesen in 5 Staaten:
| Diözese      | Staat                                | Bischof               |
| ------------ | ------------------------------------ | --------------------- |
| Aotearoa     | Neuseeland, Gisborne                 | Donald Tamihere       |
| Auckland     | Neuseeland, Parnell, Auckland        | Ross Bay              |
| Christchurch | Neuseeland, Christchurch             | Victoria Matthews     |
| Dunedin      | Neuseeland, Dunedin                  | Kelvin Wright         |
| Nelson       | Neuseeland, Nelson                   | Victor Richard Ellena |
| Polynesien   | Fidschi, Suva Samoa Tonga Cookinseln | Winston Halapua       |
| Waiapu       | Neuseeland, Napier                   | David Rice            |
| Waikato      | Neuseeland, Hamilton                 | Philip Richardson     |
| Wellington   | Neuseeland, Wellington               | Thomas John Brown     |